# فيكتور لوجونوف
فيكتور لوجونوف (بالروسية: Логунов, Виктор Алексеевич) مواليد 21 يوليو 1944 في موسكو، هو دراج روسي سابق في صنف سباق الدراجات على المضمار. سبق أن شارك في دورة الألعاب الأولمبية الصيفية وفاز بميدالية أولمبية.

## الميداليات
| الميدالية | المسابقة                       |
| --------- | ------------------------------ |
| فضية      | الألعاب الأولمبية الصيفية 1964 |

## روابط خارجية
- فيكتور لوجونوف على موقع أرشيف الدراجات (الإنجليزية)
- فيكتور لوجونوف على موقع أوليمبيديا (الإنجليزية)